# Močnik (potok)
Močnik je potok v občini Brežice. V Brežicah se kot levi pritok izliva v reko Savo. Močniku se pridružijo še vode potočkov Struga, Dolenjevaški potok in Rakonca.